# Kante
Kante je priimek v Sloveniji, ki ga je po podatkih Statističnega urada Republike Slovenije na dan 1. januarja 2010 uporabljalo 156 oseb.

## Znani nosilci priimka
- Antonija Kante (1887—1973), partizanska mati
- Božidar Kante (*1951), analitični filozof, univ. prof.
- Dario Kante, zamejski športni delavec (Prosek)
- Edi Kante (*1957), vinogradnik, vinar (Kras, Brazilija)
- Lojze Kante (1931—2015), novinar, publicist, dopisnik iz zamejstva, vicekonzul
- Matko Kante (1856—1928), pedagog/šolnik in publicist
- Vladimir Kante (1905—1945), pravnik, policijski uradnik in obveščevalec/sodelavec OF